# کای جون
کای جون (انگلیسی: Cai Jun؛ زادهٔ ۱۴ مارس ۱۹۷۱) وزنه‌بردار زن اهل چین بود.